# Eleições em 2010
Este artigo lista as eleições que ocorreram em 2010.

## Janeiro
- 10: Croácia, presidencial (2º turno)[1]
- 17: Chile, presidencial (2º turno)[2]
- 17: Ucrânia, presidencial (1º turno)[3]
- 22: Antilhas Holandesas, parlamentar
- 25: São Cristóvão e Nevis, geral
- 26: Sri Lanka, presidencial

## Fevereiro
- 7: Costa Rica, geral
- 7: Ucrânia, presidencial (2º turno)[3]
- 15: Anguila, geral
- 27: Nauru, referendo
- 28: Tadjiquistão, parlamentar

## Março
- 4: Togo, presidencial
- 7: Iraque, parlamentar e referendo
- 7: Suíça, referendo
- 14: Colômbia, legislativa

## Abril
- 8: Sri Lanka, parlamentar
- 11 a 15: Sudão, geral
- 11: Hungria, parlamentar (1º turno)
- 18: Chipre do Norte, presidencial
- 24:Nauru, parlamentar
- 25: Áustria, presidencial
- 25: Hungria, parlamentar (2º turno)

## Maio
- 5: Maurício, geral
- 6: Reino Unido, geral
- 10: Filipinas, presidencial, Câmara dos Representantes e Senado
- 16: República Dominicana, parlamentar
- 23: Alto Carabaque, parlamentar
- 23: Etiópia, parlamentar
- 24: Trinidad e Tobago, parlamentar
- 25: Suriname, parlamentar
- 28 e 29: República Tcheca, legislativa
- 30: Colômbia, presidencial (1º turno)

## Junho
- 1 e 8: Egito, Conselho Shura
- 6: Eslovênia, referendo
- 9: Países Baixos, geral
- 12: Eslováquia, parlamentar
- 13: Bélgica, parlamentar
- 19: Nauru, parlamentar
- 20: Colômbia, presidencial (2º turno)
- 20: Polônia, presidencial (1º turno)
- 26: Somalilândia, presidencial
- 27: Guiné, presidencial (1º turno)
- 27: Quirguistão, referendo
- 28: Burundi, presidencial (1º turno)
- 29: Hungria, presidencial (indireta)
- 30: Alemanha, presidencial (indireta)

## Julho
- 4: Polônia, presidencial (2º turno)
- 11: Japão, Câmara dos Conselheiros
- 19: Suriname, presidencial (pelo parlamento)
- 26: Burundi, presidencial (2º turno)
- 28: Burundi, Senado (indireta)

## Agosto
- 1: São Tomé e Príncipe, parlamentar
- 4: Quênia, referendo
- 4: Ilhas Salomão, parlamentar
- 9: Ruanda, presidencial
- 21: Austrália, parlamentar

## Setembro
- 5: Moldávia, referendo
- 12: Turquia, referendo
- 16: Tuvalu, geral
- 18: Afeganistão, parlamentar
- 18: Eslováquia, referendo
- 19: Suécia, geral
- 26: Venezuela, parlamentar

## Outubro
- 2: Letônia, parlamentar
- 3: Brasil, geral (presidencial, parlamentar e estadual) (1º turno)[4]
- 3: Bósnia-Herzegovina, geral
- 10: Quirguistão, parlamentar
- 15 e 16: República Tcheca, Senado (um terço) (1º turno)
- 22 e 23: República Tcheca, Senado (um terço) (2º turno)
- 23: Barein, parlamentar (1º turno)
- 30: Barein, parlamentar (2º turno)
- 31: Brasil, geral (2º turno)[4]
- 31: Costa do Marfim, presidencial (1º turno)
- 31: Níger, referendo
- 31: Tanzânia, geral

## Novembro
- 1: Nauru, presidencial (indireta)
- 2: Estados Unidos, Câmara dos Representantes e Senado
- 2: Samoa Americana, referendo
- 2: Guam, governador
- 2: Ilhas Virgens Americanas, governador
- 7: Azerbaijão, parlamentar
- 7: Comores, presidencial (1º turno)
- 7: Guiné, presidencial (2º turno)
- 7: Mianmar, geral
- 9: Jordânia, parlamentar
- 17: Ilhas Cook, geral
- 17: Madagascar, referendo
- 21: Burkina Faso, presidencial
- 25: Tonga, geral
- 27: Islândia, Assembleia Constitucional
- 28: Costa do Marfim, presidencial (2º turno)
- 28: Egito, parlamentar (1º turno)
- 28: Moldávia, parlamentar
- 28: Haiti, gerals

## Dezembro
- 5: Egito, parlamentar (2º turno)
- 12: Kosovo, parlamentar
- 12: Eslovênia, referendo
- 12: Transnístria, legislativa
- 13: São Vicente e Granadinas, parlamentar
- 19: Bielorrússia, presidencial
- 26: Comores, presidencial (2º turno)